# Dino Rex
Dino Rex (ダイノレックス?, Daino Rekkusu) è un videogioco arcade del 1992 di genere picchiaduro ad incontri, edito dalla Taito. In esso vi figurano non umani ma dinosauri, i quali sono stati realizzati utilizzando l'animazione in stop motion, anticipando di due anni Primal Rage di Atari Games.

## Trama
La storia parla di quando ai giorni nostri, alcuni archeologi hanno rinvenuto delle statuette di argilla raffiguranti un uomo a cavallo di un dinosauro su delle rovine situate in Sud America, il che indica che sia l'uomo che i dinosauri coesistevano in un mondo controllato dalle Amazzoni, dove uomini di diverse tribù combattevano per una regina una volta all'anno; uno di loro dimostrò che il suo compagno dinosauro era molto più forte di quelli degli altri avversari, tanto da riuscire a impossessarsi della regina e a diventarne infine il re titolare.

## Modalità di gioco
In Dino Rex il giocatore combatte contro altri avversari in incontri uno contro uno, ove viene dichiarato vincitore quando per due round di fila riesce a esaurire la barra della salute dell'avversario. Ogni round è cronometrato e se entrambi i combattenti hanno ancora salute rimanente allo scadere del tempo, il combattente con più salute vince il round. Dopo aver vinto un certo numero di incontri, viene indotto in una sequenza onirica che funge da fase "bonus", dove l'obiettivo principale è decimare una città nel tempo presente.
Quando si gioca da soli, i giocatori assumono il ruolo di un guerriero, possono scegliere tra sei dinosauri giocabili e combattere contro combattenti controllati dal computer, ognuno con le proprie mosse speciali che vengono eseguite immettendo comandi tramite pulsanti mentre si muove il joystick. Se tutti gli avversari vengono sconfitti, il giocatore sarà in grado di combattere contro il re titolare per diventare il prossimo sovrano. Due sono le caratteristiche degne di nota del gameplay: la prima è la capacità di ripristinare la salute tenendo premuto il pulsante, la seconda è l'indicatore di potenza, che può essere aumentato tre volte di seguito per eseguire delle combo.

### Dinosauri selezionabili
- Allosauro
- Ceratosauro
- Tirannosauro
- Triceratopo
- Monoclonius
- Pachicefalosauro
- Stygimoloch

## Sviluppo e pubblicazione
Dino Rex è stato sviluppato dalla maggior parte dello stesso team che ha realizzato Gun Frontier e Metal Black alla Taito, compreso il director Takatsuna Senba, e originariamente doveva essere uno sparatutto a tema elicotteristico, ma a causa del successo di giochi come Street Fighter II: The World Warrior di Capcom, il progetto è stato rielaborato in un titolo picchiaduro con il nome di "Project D-Rex". Senba e il suo team hanno utilizzato animazioni e grafica disegnate a mano, oltre a modellini artigianali dei dinosauri combattenti che sono stati poi filmati attraverso il processo di animazione stop motion, precedendo di due anni Primal Rage di Atari Games.
Dino Rex è stato inizialmente lanciato solo per le sale giochi da Taito nel 1992 in Giappone e in Europa. Il gioco è stato ripubblicato solo in Giappone come parte della compilation Taito Memories II Jōkan per PlayStation 2 il 25 gennaio 2007.
Nell'aprile 2023, Taito annunciò che Dino Rex sarebbe stato uno dei giochi inclusi nella raccolta Taito Milestones 2, uscita in Giappone nell'agosto 2023.

## Accoglienza
Dino Rex ha ricevuto un'accoglienza negativa da parte dei recensori in retrospettiva. Kurt Kalata di Hardcore Gaming 101 ha criticato pesantemente il gameplay e i controlli complicati, mentre ha espresso giudizi contrastanti sulla presentazione e sulla grafica. Joseph Shaffer di HonestGamers ha criticato i controlli e l'elevata curva di difficoltà.